# Worlds of the Imperium
Worlds of the Imperium is een sciencefiction-novelle van de Amerikaanse schrijver Keith Laumer. Het verhaal verscheen van februari tot april 1961 in het tijdschrift  Fantastic Stories of the Imagination en werd het jaar erop uitgebracht door Ace Books. Het verhaal gaat over een Amerikaans diplomaat die tegen zijn wil naar een parallelle wereld wordt ontvoerd en betrokken bij een levensgevaarlijk complot.